# Christian Thomsen (Politiker)
Laurits Christian Marinus Thomsen (* 6. Januar 1909 in Svostrup; † 16. Januar 2003) war ein dänischer Politiker der Socialdemokraterne, der unter anderem zwischen 1953 und 1973 Mitglied des Folketing, zwischen 1964 und 1968 Landwirtschaftsminister sowie von 1971 bis 1973 Fischereiminister war.

## Leben
Laurits Christian Marinus Thomsen, Sohn des Hofbesitzers Søren Thomsen, absolvierte nach dem Besuch der Folkeskole eine Ausbildung in einer Baumschule und in verschiedenen Baumschulen im Ausland. Im Anschluss war er zwischen 1930 und 1938 Leiter der Baumschule Brostrøm und begann zu dieser Zeit auch sein politisches Engagement für die Sozialdemokratische Partei (Socialdemokraterne) in Viborg, wobei er dort zunächst von 1931 bis 1935 Vorsitzender des Sozialdemokratischen Jugendverbandes DSU (Danmarks Socialdemokratiske Ungdom), zwischen 1935 und 1938 Vorsitzender des Arbeiterbildungsverbandes AOF (Arbejdernes Oplysningsforbund Danmark) sowie zuletzt von 1938 bis 1943 Vorsitzender des dortigen Ortsvereins der Socialdemokraterne war. Er war zwischen 1938 und 1964 als Kommunegartner Leiter des Grünflächenamtes von Viborg und zeitgleich auch Mitglied des geschäftsführenden Vorstandes des Dänischen Gärtnerverbandes (Dansk Gartnerforbund). Des Weiteren gehörte er von 1940 bis 1950 dem Stadtrat von Viborg als Mitglied an und fungierte zugleich seit 1951 als Vorsitzender des Kreisverbandes der Socialdemokraterne von Viborg.
Thomsen wurde am 21. April 1953 für den Wahlkreis Viborg Amtskreds erstmals Mitglied im Folketing, dem Parlament Dänemarks, und gehörte diesem bis zum 4. Dezember 1973 an. Während dieser Zeit war er 1957 Mitglied des Ausschusses für den Staatshaushalt (Statshusmandsudvalget) sowie zwischen 1962 und 1964 Mitglied der Delegation beim Europarat. Am 26. September 1964 wurde er als Landwirtschaftsminister (Landbrugsminister) in die Regierung Krag II berufen und bekleidete dieses Amt bis zum 2. Februar 1968. Am 11. Oktober 1971 übernahm er in der Regierung Krag III das Amt als Fischereiminister (Fiskeriminister) und bekleidete dieses Ministeramt vom 5. Oktober 1972 bis zum 27. September 1973 auch in der Regierung Jørgensen I, woraufhin Ib Frederiksen seine Nachfolge antrat. Später war er zwischen dem 7. März 1975 und dem 14. Dezember 1976 mit Unterbrechungen mehrmals vorübergehendes Mitglied (Midlertidigt folketingsmedlem) des Folketing als Stellvertreter von Knud Børge Andersen, der zu dieser Zeit Außenminister in der Regierung Jørgensen II war.